# Giacomo Piangerelli
Giacomo Piangerelli (Porto Recanati, 23 ottobre 1957) è un ex calciatore italiano di ruolo centrocampista.

## Carriera
È il figlio di Antonio Piangerelli (1928-2014) e il fratello maggiore di Luigi, entrambi ex-calciatori.
Cresce nel Cesena, con il quale debutta in Serie A il 16 gennaio 1977 in Cesena-Foggia (2-0); in quella stagione di massima categoria segna 3 reti in 10 partite. Poi rimane in maglia romagnola anche nelle due successive stagioni di Serie B, nelle quali disputa 50 gare segnando 3 reti.
Nel frattempo colleziona una presenza nell'Italia, il 14 giugno 1979, nella sfida contro i pari età della Polonia.
Nel 1979 passa al Verona con cui gioca per due stagioni e mezza nel campionato cadetto, per un totale di 63 partite e 2 reti, e conosce la futura moglie Patrizia. Nell'autunno 1981 si trasferisce all'Avellino tornando così a militare in Serie A. In seguito ridiscenderà in Serie B nelle file del Bologna.
Terminerà la carriera al Taranto dove contribuirà alla risalita del club pugliese tra i cadetti. Lascia quindi il calcio professionistico molto giovane, all'età di 27 anni, per problemi fisici.